# Selim Ben Djemia
Selim Ben Djemia (Thiais, 29 gennaio 1989) è un ex calciatore francese naturalizzato tunisino, di ruolo difensore.

## Carriera

### Club
Cresciuto nel Pergocrema e nel Genoa, è stato ceduto in prestito in Serie B al Padova e al Frosinone.
Nel 2011 viene ceduto in prestito ai francesi del Red Star.
Nel gennaio 2012 firma per la squadra rumena del Petrolul Ploiești. Sempre nel giugno dello stesso anno firma per la squadra rumena del Astra Ploiești.
Nell'estate 2013 torna in Francia giocando con lo Stade Lavallois in Ligue 2.
Nel 2015 torna in Tunisia per giocare nello Sfaxien, società che lascerà l'anno seguente per tornare in Europa per giocare con i bulgari del Vereja.

### Nazionale
È stato convocato per i XVI Giochi del Mediterraneo con la Nazionale Under 20 Tunisina, giocando tre partite contro la Turchia Under-20, contro il Montenegro Under-20 e contro l'Albania Under-20. Inoltre ha giocato anche con la Nazionale Under-21 Tunisina. Nel giugno 2014 viene convocato per la prima volta con la Nazionale A.